# Istanbul Cavaliers 2010
Questa voce raccoglie le informazioni riguardanti gli Istanbul Cavaliers nelle competizioni ufficiali della stagione 2010.

## EFAF Challenge Cup 2010

### Stagione regolare
| 18 aprile 2010 1ª giornata | Istanbul Cavaliers | 28 – 7 (8-0 14-0 6-0 0-7) | ODTÜ Falcons | (50 spett.) |

| 8 maggio 2010 2ª giornata | Istanbul Cavaliers | 32 – 0 (6-0 8-0 12-0 6-0) | Kraljevo Royal Crowns |  |

### Playoff
| 26 giugno 2010 Semifinale | Istanbul Cavaliers | 35 – 0 | Čačak Angel Warriors |  |

| Istanbul 17 luglio 2010 Finale | Istanbul Cavaliers | 14 – 36 | Klek Knights |  |

## Statistiche di squadra
| Competizione      | %Vittorie | In casa | In casa | In casa | In casa | In casa | In casa | In trasferta | In trasferta | In trasferta | In trasferta | In trasferta | In trasferta | Totale | Totale | Totale | Totale | Totale | Totale |
| Competizione      | %Vittorie | G       | V       | N       | P       | Pf      | Ps      | G            | V            | N            | P            | Pf           | Ps           | G      | V      | N      | P      | Pf     | Ps     |
| ----------------- | --------- | ------- | ------- | ------- | ------- | ------- | ------- | ------------ | ------------ | ------------ | ------------ | ------------ | ------------ | ------ | ------ | ------ | ------ | ------ | ------ |
| Stagione regolare | 1.000     | 2       | 2       | 0       | 0       | 60      | 7       | 0            | 0            | 0            | 0            | 0            | 0            | 2      | 2      | 0      | 0      | 60     | 7      |
| Playoff           | .500      | 2       | 1       | 0       | 1       | 49      | 36      | 0            | 0            | 0            | 0            | 0            | 0            | 2      | 1      | 0      | 1      | 49     | 36     |
| Totale            | .750      | 4       | 3       | 0       | 1       | 109     | 43      | 0            | 0            | 0            | 0            | 0            | 0            | 4      | 3      | 0      | 1      | 109    | 43     |